# Смирнов, Василий Дмитриевич
Василий Дмитриевич Смирнов (28 июля 1846, с. Бирючья Коса в Астраханской губернии — 25 мая 1922, Петроград) — русский востоковед-тюрколог.

## Биография
Родился в семье дьякона сельской церкви. В восьмилетнем возрасте лишился отца. Окончил духовное училище в Астрахани и Пермскую духовную семинарию, после чего в 1865 поступил в Петербургскую духовную академию.
В 1866 перешёл на факультет восточных языков Петербургского университета. Окончил университет в 1870 со степенью кандидата по арабо-перс.-турецкому разряду. За студенческое сочинение «О влиянии татарского ига на Россию, насколько оно отразилось на русском языке и его древних письменных памятниках», удостоен золотой медали в 1869; извлечения из него в виде статьи «К объяснению слова „кандалы“» было позднее напечатано в «Записках Восточного отделения Русского археологического общества». (1911. Т. 21).
Оставлен при университете для приготовления к профессорскому званию с 1 октября 1870 по 1 марта 1873. По защите диссертации «Кучибей Гомюрджинский и другие османские писатели XVII в. о причинах упадка Турции» 3 марта 1873 удостоен степени магистра турецко-татарской словесности и в том же месяце утвержден в должности доцента по кафедре турецко-татарской словесности. С этого времени непрерывно преподавал в университете, а затем в Институте живых восточных языков до конца жизни; с 31 марта 1884 в должности экстраординарного, с 1 марта 1888 — ординарного и с 31 марта 1898 — заслуженного ординарного профессора.
В 1887 С. защитил докторскую диссертацию «Крымское ханство под верховенством Отоманской Порты до начала XVIII века». В университете преподавал турецкий язык, турецкую литературу и историю Турции. Одновременно (1882-92) преподавал в петербургском Николаевском сиротском институте русский язык и словесность. Преподавал всеобщую литературу, о чём свидетельствует выпущенный слушателями с ведома автора литографический курс его лекции «Курс всеобщей литературы», охватывавший период от Древней Греции и Рима до Шекспира. Был также цензором мусульманской литературы в Петербургском комитете цензуры, состоял гласным Городской думы. В последние годы жизни сотрудничал с редакцией издательства «Всемирная литература» в качестве переводчика произведений народов Востока.
С 1 января 1874 определён в отделение Публичной библиотеки с исполнением обязанностей заведующего отделением и в этом качестве проработал в библиотеке почти 50 лет. Уволен с 15 февраля 1922 «за сокращением штата».
Выезжал за границу в командировки для приобретения рукописей и книг для библиотеки по её заданиям (1875, 1879, 1892, 1905, 1913). Находясь в Константинополе во время своей первой командировки в 1875, он писал директору библиотеки: «предмет первого для меня интереса составляли константинопольские библиотеки». В этой поездке, как и в последующих, Смирнов приобрел значительное количество турецких книг и рукописей. Только в 1892 поступило 75 рукописей на турецком, арабском, и персидском языках. Занимаясь в 1886 в Симферопольском архиве, он обнаружил «в полном смысле слова сокровище» — казыаскерские книги (реестры юридических и административных дел времени крымских ханов) и просил директора возбудить ходатайство о передаче их в библиотеку. По распоряжению Министерства внутренних дел эти документы были переданы в библиотеку.
Смирнову принадлежит описание турецких рукописей учебного издания восточных языков Министерства иностранных дел, издания на французском языке (Collections Scientifiques de l Institut des langues Orientales de Ministere des affaires Entrangeres. Vol. 8 Manascripts Turcs. SPb., 1897).
Смирнов первый среди русских тюркологов избрал своей основной специальностью изучение истории Турции, её языка и литературы, создал самостоятельное турковедческое (османистическое) направление. Исследуя историю Турции, много внимания уделял в связи с этим истории Крыма, что позволяло ему осветить и некоторые вопросы истории России. Он ввёл в научный оборот многие памятники, характеризующие литературный процесс в этой стране, подготовил и издал общий очерк истории турецкой литературы, впервые познакомивший с ней российских читателей. Будучи знатоком восточной палеографии, опубликовал многие письменные памятники турецкой истории и литературы и документы, имеющие непосредственное отношение к истории России. Труды Смирнова сыграли большое значение в подготовке специалистов по Турции, особенно исследователями отмечается роль ставшей знаменитой хрестоматии «Образцовые произведения османской литературы в извлечениях и отрывках с приложением факсимиле официальных документов разных почерков» (1891). Помимо отдельно изданных книг, Смирнову принадлежит значительное число публикаций в журналах и сборниках («Зап. Вост. отд-ния Рус. археол. о-ва», «Зап. Одесского о-ва истории и древностей», «ЖМНП», «Горный журнал», «Русская старина», «Восточные заметки», «Вестник Европы», «Известия Таврической учёной  архивной комиссии», в последней состоял членом). В 1909 вышла его кабардинская легенда «Певец Муса».
Научному творчеству Смирнова были порой присущи проявления шовинизма и национализма, отмечавшиеся и его современниками (В. В. Бартольд, В. А. Гордлевский и др.), обусловленные атмосферой военных столкновений с Турцией, влиянием официальной среды, в которой протекала деятельность Смирнова (в частности цензорская), односторонне негативным отношением к мусульманской печати и школе.

## Труды
- «Турецкая цивилизация» («Вестник Европы», 1876)
- «Официальная Турция в лицах» (ib., 1878)
- «По вопросу о школьном образовании инородцев-мусульман» («Журн. Мин. Нар. Просв.», ч. CCXXII, отд. 3)
- «Эпизод из восточной политики Пруссии» («Рус. Вестн.», 1882)
- «Археологическая экскурсия в Крым летом 1886 г.» («Зап. Вост. Отд. Имп. Рус. Археол. Общ.», новая серия, т. I)
- «Крымское ханство под верховенством Отоманской Порты до начала XVIII века» (СПб., 1887)
- «Крымское ханство под верховенством Отоманской Порты в XVIII столетии» (СПб., 1889)
- «Образцовые произведения османской литературы» (СПб., 1891)
- «Очерк истории османской литературы» (СПб., 1892; в «Всеобщей истории литературы», составл. под ред. Б. Ф. Корша и А. И. Кирпичникова, т. IV)
- «Мусульманские печатные издания в России» («Записка Вост. Отд. Имп. Русск. Арх. Общества», т. III, V, VIII)
- Издал «Описание турецких рукописей коллекции учебного отд. восточных языков при мин. иностр. дел» («Collections Scientifiques d e l’Institut des langues Orientales, т. VIII: Manuscripts Turcs»).
- Что такое Тмутаракань? // Византийский временник, том XXIII: 1917—1922. Петроград, 1923. С. 15 — 73.